# 米哈伊尔·季塔连科
米哈伊尔·列昂季耶维奇·季塔连科（俄语：Михаил Леонтьевич Титаренко，1934年4月27日—2016年2月25日），俄罗斯哲学家，汉学家。俄罗斯联邦功勋科学工作者。
季塔连科曾在中国留学，一生致力于对中国哲学史和亚太国际关系问题的研究，担任过俄罗斯科学院远东研究所所长，俄中友好协会主席等职务。

## 生平
1956年成为首批赴中国留学生，来到北京大学哲学系，师从冯友兰教授。1959年转入复旦大学哲学系继续深造，师从胡曲原教授。1962年至1965年，先后在苏联驻上海总领事馆和北京苏联驻中国大使馆任研究员。1965年被邀请至苏共中央委员会国际部工作，负责中国和东亚地区事务。1979年11月获哲学全博士学位。1997年成为俄罗斯科学院国际关系学部通讯院士，2003年当选社会科学学部院士。
1985年开始担任俄罗斯科学院远东研究所所长，直到2015年因为健康原因退休。
2016年2月25日在莫斯科病逝，享年82岁。在得知季塔连科去世的消息后，中国外长王毅向俄外长拉夫罗夫致慰问电，表达哀悼。

## 出版物
季塔连科一生著有300多篇学术作品，出版25本学术专著。早期专门研究中国古代哲学家墨子的著作。之后主要探讨东亚国际关系。代表性论文有《中国：文明与改革》、《中国社会政治与政治文化的传统》、《亚太和远东地区的和平、安全与合作问题》、《俄罗斯和东亚：国际与文明间的关系问题》、《俄罗斯通过合作求安全：东亚的向量》等。
1994年由季塔连科主编完成的《中国哲学百科辞典》出版。2006年至2009年，与卢基扬诺夫等汉学家编纂《中国精神文化大典》，此成果获2010年俄罗斯联邦国家奖。

## 言论
季塔连科认为，第二次世界大战开始于日本在1931-1937年期间的侵华战争，而不是德国于1939年9月进攻波兰。

## 荣誉
俄罗斯及苏联
- 四级祖国功勋勋章（2009年2月14日）
- 俄罗斯荣誉勋章（1999年）
- 苏联荣誉勋章（1976年，1984年）
- 俄罗斯联邦功勋科学工作者荣誉称号（1995年）

中国
- 中俄关系60周年杰出贡献奖（2009年）[10]
- 中国政府友谊奖（2012年）[11]
- 世界中国学论坛“中国学贡献奖”（2015年）[12]

其他
- 越南友谊勋章（2014年）